# Ye Zhaoying
Ye Zhaoying (en chino: 叶钊颖; Hangzhou, 7 de mayo de 1974) es una deportista china que compitió en bádminton, en la modalidad individual.
Participó en dos Juegos Olímpicos de Verano, obteniendo una medalla de bronce en Sídney 2000, en la prueba individual, y el quinto lugar en Atlanta 1996. Ganó tres medallas en el Campeonato Mundial de Bádminton entre los años 1993 y 1997.

## Palmarés internacional
| Juegos Olímpicos   | Juegos Olímpicos         | Juegos Olímpicos  | Juegos Olímpicos |
| Año                | Lugar                    | Medalla           | Prueba           |
| ------------------ | ------------------------ | ----------------- | ---------------- |
| 2000               | Sídney (Australia)       | Medalla de bronce | Individual       |
| Campeonato Mundial |                          |                   |                  |
| Año                | Lugar                    | Medalla           | Prueba           |
| 1993               | Birmingham (Reino Unido) | Medalla de bronce | Individual       |
| 1995               | Lausana (Suiza)          | Medalla de oro    | Individual       |
| 1997               | Glasgow (Reino Unido)    | Medalla de oro    | Individual       |